# Джабуа, Владимир Владимирович
Владимир Владимирович Джабуа (1924 год, Зугдидский уезд, Кутаисская губерния, ССР Грузия — неизвестно, Зугдидский район, Грузинская ССР) — звеньевой колхоза «Колхида» Зугдидского района, Грузинская ССР. Герой Социалистического Труда (1950).

## Биография
Родился в 1924 году в крестьянской семье в одном из сельских населённых пунктов Зугдидского уезда. После окончания местной школы трудился рядовым колхозником в колхозе «Колхида» Зугдидского района. В послевоенное время — звеньевой в этом же колхозе.
В 1949 году звено под его руководством собрало в среднем с каждого гектара по 9246 килограммов сортового чайного листа с площади 2 гектара. Указом Президиума Верховного Совета СССР от 19 июля 1950 года удостоен звания Героя Социалистического Труда за «получение высоких урожаев сортового зелёного чайного листа и цитрусовых плодов в 1950 году» с вручением ордена Ленина и золотой медали «Серп и Молот» (№ 5253).
Этим же указом званием Героя Социалистического Труда были награждены председатель колхоза Калистрат Михайлович Шерозия, бригадиры Ян Парнаозович Джабуа, Лаврентий Ерастович Джоджуа, Ражден Константинович Кадария, звеньевые Даниел Учанович Дараселия, Имения Степанович Джабуа, колхозницы Ксения Тарасхановна Дараселия, Лена Алмасхановна Дараселия, Тамара Владимировна Латария и Ольга Тарасовна Рогава.
За выдающиеся трудовые достижения в 1950 году награждён вторым Орденом Ленина.
В последующем трудился бригадиром в родном колхозе. После выхода на пенсию проживал в Зугдидском районе. Дата смерти не установлена.
Награды
- Герой Социалистического Труда
- Орден Ленина — дважды (1950; 01.09.1951)